# Карамурун
Карамуру́н (каз. Қарамұрын) — село у складі Шетського району Карагандинської області Казахстану. Входить до складу Краснополянського сільського округу.
Населення — 183 особи (2021; 301 у 2009, 205 у 1999, 468 у 1989).
Національний склад станом на 1989 рік:
- казахи — 100 %.

Станом на 1989 рік село називалось селище Кара-Мурун, у радянські часи називалось також Карамурин.